# Цецилія
Цецилія (лат. Caecilia — «з роду Цециліїв») — жіноче особове ім'я.

## Походження
Ім'я Цецилія походить від римського родового імені Caecilius, яке утворилось на основі слова «caecus» — «сліпий».
Православний канонічний варіант імені — Кикилія. Воно походить через посередництво грец. Κικίλια.

## Використання імені
- (297) Цецилія — астероїд головного поясу, який відкритий у 1890 році.
- Офіогомфус Цецилія — вид комах із родини Gomphidae (дідки).
- Цецилія — річка в Таращанському районі Київської області.

## Відомі особи
- Цецилія Метелла Балеарік Старша (133/132 — 79/78 роки до н. е.) — давньоримська весталка, політична та громадська діячка.
- Цецилія Метелла Далматік (119 — 81 роки до н. е.) — давньоримська матрона, дружина відомих консулів.
- Цецилія Метелла Кретіка (прибл. 82 до н. е. — після 52 до н. е.) — римська матрона часів Римської республіки.
- Цецилія Метелла Целер (70 до н. е. — після 44 до н. е.) — давньоримська матрона часів пізньої Римської республіки.
- Цецилія Помпонія Аттіка (51 до н. е. — д/н) — давньоримська матрона, дружина соратника Октавіана — Марка Агріппи.
- Свята Цецилія (200—230) — християнка Цецилія, яка жила в Римі та постраждала за віру, померла мученицькою смертю і була зарахована до святих.
- Цецилія Пауліна — римська імператриця у 235—236 роках.
- Цецилія Рената Австрійська — королева-консорт польська і велика княгиня литовська, дружина короля Речі Посполитої Владислава IV Вази.
- Цецилія Давидова — оперна співачка (драматичне сопрано).
- Цецилія Естергайош — угорська акторка. Народна артистка Угорщини (2013).